# Zamia meermanii
Zamia meermanii là một loài thực vật hạt trần trong họ Zamiaceae. Loài này được Calonje mô tả khoa học đầu tiên năm 2009.